# Николай Арабов
Николай Арабов (болг. Николай Арабов; нар. 14 листопада 1953, Сливен) — болгарський футболіст, що грав на позиції центрального захисника. Заслужений майстер спорту Болгарії (1984).
Виступав, зокрема, за клуб «Слівен», а також національну збірну Болгарії, з якою був учасником чемпіонату світу 1986 року. .

## Клубна кар'єра
Вихованець клубу «Слівен». У 1971 році він приєднався до першої команди, і спочатку використовувався на позиції атакувального півзахисника, а потім був перекваліфікований на ліберо тодішнім тренером Сергієм Йоцовим. Арабов став основним гравцем клубу, якому 1974 року допоміг вийти до вищого дивізіону, де грав з командою до осені 1986 року, за винятком невеликого періоду у 1978 році, коли він був відсторонений на кілька місяців через підозру у здачі матчу з бургаським «Чорноморцем». У цей період Арабов тренувався зі «Славією» (Софія), але так і не провів жодного офіційного матчу за «білих».
У сезоні 1987/88 Арабов грав за кіпрську команду «Анагеннісі», за яку зіграв у 23 іграх і забив один гол у вищому дивізіоні Кіпру.
Влітку 1988 року Арабов повернувся до Болгарії і на початку сезону 1988/89 провів 7 матчів за «Локомотив» (Пловдив) у групі А, після чого став гравцем «Спартака» (Плевен), провівши у групі Б 45 ігор і забивши 3 голи. Згодом Арабов грав за іншу команду з другого дивізіону «Червено знаме» (Павликени).
У сезоні 1992/93 Арабов знову грав за рідний «Слівен», за який за усю кар'єру провів загалом 405 ігор з 13 голами у чемпіонаті країни (324 ігри з 9 голами в групі Ата 81 матч з 4 голами в групі Б) та був названий найкращим футболістом «Слівена» ХХ століття.
Завершив ігрову кар'єру у команді «Тирана», за яку виступав протягом 1993—1994 років і виграв Кубок Албанії.
Після закінчення ігрової кар'єри він працював тренером в «Академіці» (Свиштов) та албанських командах «Тирана», «Партизані» та «Фламуртарі».

## Виступи за збірну
Арабов провів два матчі за другу збірну, одну гру за юнацьку та дві гри за молодіжну збірну Болгарії.
28 листопада 1976 року дебютував в офіційних матчах у складі національної збірної Болгарії в грі Балканського кубка проти Румунії (2:3), здобувши з командою трофей.
У складі збірної був учасником чемпіонату світу 1986 року у Мексиці, де зіграв у трьох матчах, а його команда дійшла до 1/8 фіналу.
Загалом протягом кар'єри у національній команді, яка тривала 11 років, провів у її формі 41 матч.

## Титули і досягнення
- Володар Кубка Албанії (1):

«Тирана»: 1993/94